# Alcatel Mandarina Duck
El Alcatel Mandarina Duck es un teléfono móvil GSM dual 900/1800 lanzado por Alcatel Mobile Phones en enero de 2008, basado en el Alcatel One Touch C701. Utiliza a Mandarina Duck, un conocido fabricante de bolsos y perfumes italiano como diseñador y reclamo. Se pone a la venta principalmente por la cadena The Phone House a un precio libre de 159,95 Euros, que baja a 75 € en diversas promociones de los operadores.
Se orienta al mercado fashion dispuesto a pagar por un producto inferior siempre que venga con un buen diseño. Su interfaz interna, con el logotipo de Mandarina Duck de fondo es sencilla si se compara con un teléfono inteligente : 12 iconos que no siempre son intuitivos, pero que una vez leído el manual permiten un acceso rápido a las funciones. El teléfono siempre recuerda la pantalla en que estaba cuando se cerró la tapa.
La agenda telefónica permite hasta 800 entradas. Cada contacto tiene hasta tres números de teléfono, uno de fax, una dirección de correo electrónico, fecha de cumpleaños, imagen y tono personalizado.
Los mensajes soportan SMS y MMS almacenando hasta 500 (15 mensajes almacenados ocupan un 3% de la memoria). La interfaz de mensajes no utiliza como programa de texto predictivo T9, sino Smart ABC, lo que puede causar problemas a los habituados al T9 (puede desactivarse). El máximo tamaño de un MMS es 300 KB.
El calendario sólo permite visualización mensual. Se pueden establecer cinco alarmas. Trae calculadora y conversor de unidades. Incorpora un útil dictáfono, que sólo se ve limitado por el espacio libre en la memoria del teléfono o la tarjeta SD; almacena las grabaciones en formato AMR o WAV.
El reproductor de música es sorprendentemente bueno. Tiene cuatro vistas con un analizador de espectro en tiempo real. Dispone de ecualizador, lista de reproducción, ordenación de las etiquetas ID3 y puede ejecutarse en segundo plano. Al cerrar el teléfono se muestra el fichero en la pequeña pantalla externa (si el nombre es largo podemos ver AUDIOT~1.MP3, por ej.). Las tres teclas de la tapa pueden configurarse para controlar el volumen en lugar de para cambiar de pista de audio.
Soporta juegos Java, trayendo de serie HeliMinator (debes derribar helicópteros) y Rocket Advanture.

## Características
- Lanzamiento: 01 de enero de 2008 (17 años, 2 meses y 24 días)
- Tarjeta SIM : Mini Sim (2FF) interna
- Antena : todas internas.
- Pantalla : TFT LCD de 1,8 pulgadas
- Resolución de pantalla : 160 x 128 píxeles y 16 bits (65536 colores)
- Java: MIDP 2.0 integrado y con dos juegos, HeliMinator y Rocket Advanture. Capacidad de instalar nuevos por el puerto USB, Bluetooth.
- Memoria : 10 MiB
- Bandas :GSM banda dual 900/1800 MHz
- Datos : GPRS Clase 10 (4+1/3+2 slots) con una velocidad de 32 - 48 kbps. WAP 2.0 (navegador con soporte xHTML)
- Cámara VGA de lente fija, con capacidad de captura de vídeo en formato 3GP con una resolución de 176x144 píxeles con sonido. Se pueden tomar fotografías en lotes de 3 o 5, según el modo de mosaico (la resolución se reduce automáticamente). Hay tres tipos de compresión de imagen: económica, estándar o alta. El temporizador se puede ajustar a 5, 10 o 15 segundos. El balance de blancos puede ser automático, luz de día, luz artificial, luz fluorescente, tiempo nublado. Efectos: en escala de grises, sepia, sepia verde, azul sepia, invertir los colores, invertir gris, pizarra, pizarra, talla de cobre, azul tallado, repujado, de contraste, de croquis. Además, hay tres superposiciones, puede establecer usted mismo el contraste, el brillo, la nitidez y la saturación de las imágenes. Los marcos tienen dos tipos: horizontales y verticales. Las fotos pueden tomarse a
  - 640x480
  - 320x240
  - 128x160
  - 160x120
- Timbres : polifónicos (64 canales) y MP3.
- Multimedia : reproductor MP3 con soporte ID3. Opciones  incluyen tocar la repetición de la canción actual, repetir todas las canciones, Aleatorio y Repetición aleatoria todas las canciones. Los ajustes del ecualizador se pueden seleccionar al mismo tiempo, 7 en total: Normal, Bajo, Danza, Música clásica, Agudos, Fiesta, Pop, Rock. Cada ecualizador de 8 bandas, se puede cambiar de forma arbitraria, personalizable por el usuario.
- Conectividad : USB, Bluetooth (versión 2.0 + EDR, chipset Broadcom BCM2045). GPRS clase 10 (4+1 / 3+2 slots, entre 32 y 48 kbps), WAP 2.0
- Batería :  interna de Li-ion 3,7 voltios y 750 mAh
  - Tiempo de espera : hasta 355 horas
  - Tiempo de conversación : hasta 7,9 horas
- Formato : Clamshell
- Carcasa : de diseño de concha de almeja (clamshell) no intercambiable en colores Rojo Cherry, Lila, Verde. En la tapa tiene una cámara VGA 640x480, una barra de mensajes LCD y tres botones. En la trasera el logo de Mandarina Duck y debajo la tapa deslizante de acceso a la batería y la ranura SIM. En el lateral izquierdo, junto a la bisagra, tapa del conector mini-USB 2.0 y en el lateral derecho de la ranura microSD (TransFlash) de hasta 2 Gb. Colgando de la bisagra una bola para facilitar su sujeción. Abierto pantalla en la zona superior y keypad telefónico estándar. Sobre el un D-Pad con cuatro botones adicionales y en la parte superior un controlador de la cámara de la tapa.
- Tamaño : 89 mm (3,50 pulgadas) largo x 45,7 mm (1,80 pulgadas) ancho x 22 mm (0,87 pulgadas) alto
- Peso : 83 g (2,93 onzas)
- Tarjeta de memoria : ranura microSD (TransFlash) de hasta 2 GB
- Tasa de absorción específica : 1 W/kg
- Mensajes : SMS con texto predictivo Smart ABC, MMS.
- Otras prestaciones : El teléfono puede configurarse por el USB en modo datos y modo Tarjeta de memoria. La cámara puede usarse como webcam.